# Verdienstkreuz der Republik Polen
Das Verdienstkreuz der Republik Polen ist eine dreiklassige Brustdekoration, die für Zivilverdienste (1939–1945 auch für Kriegsverdienste) verliehen wird.

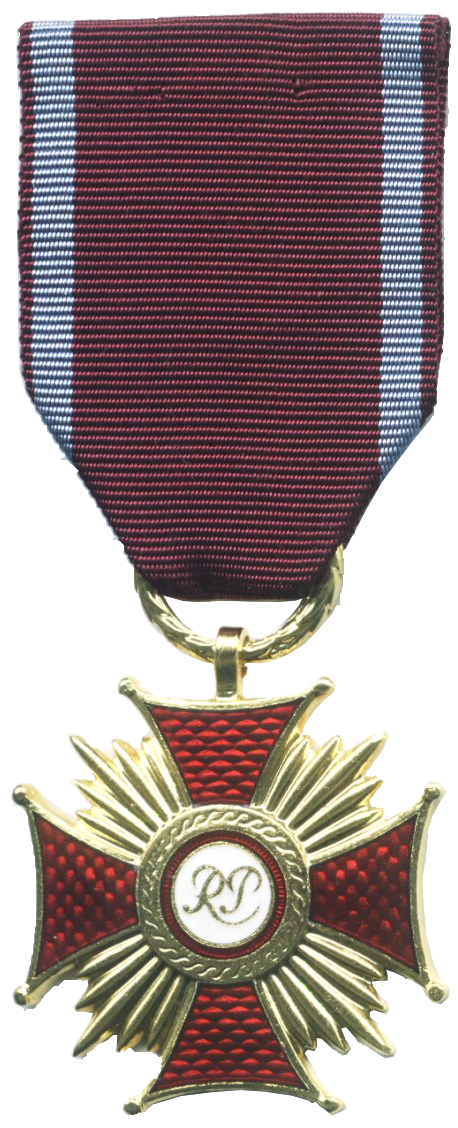
Goldenes Kreuz (Złoty Krzyż Zasługi) heutige Form

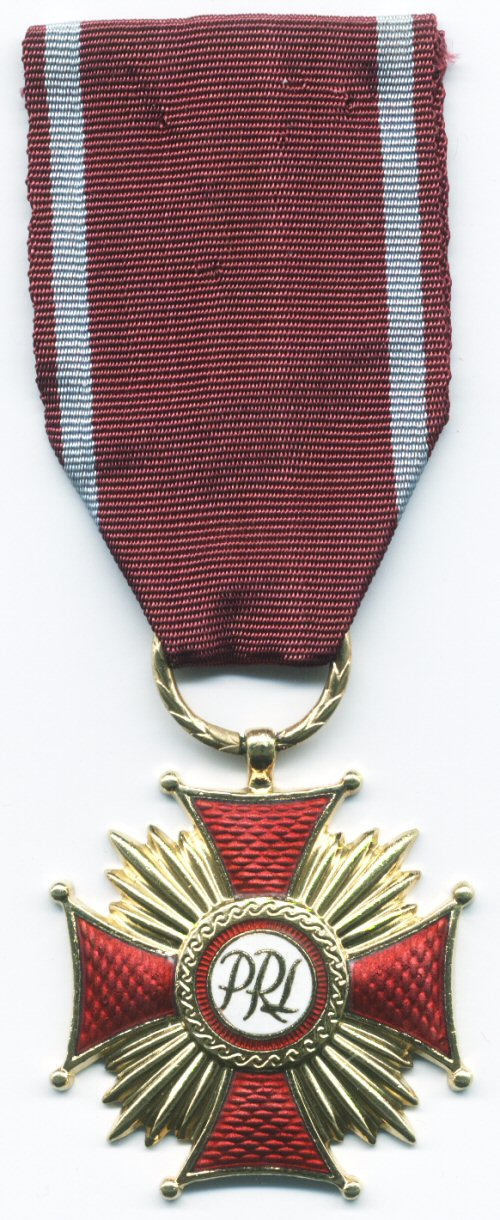
Goldenes Kreuz (Złoty Krzyż Zasługi), VR Polen 1960–92

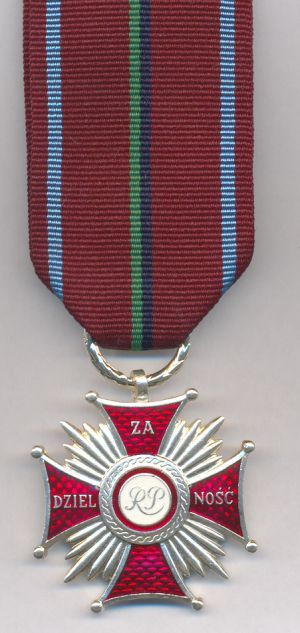
Tapferkeitskreuz

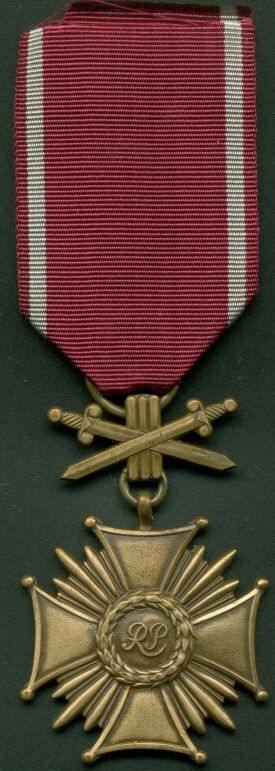
Bronzenes Verdienstkreuz mit Schwertern

Das Verdienstkreuz wurde am 23. Juni 1923 vom Staatspräsidenten Stanisław Wojciechowski gestiftet. Es sollte zur Belohnung derjenigen Bürger dienen, die seit der Wiederentstehung Polens im Jahre 1918 besondere Verdienste um den Staat oder seine Bürger erwarben, indem sie Taten vollbrachten, die zum Bereich ihrer gewöhnlichen Pflichten nicht gehörten. Gleichzeitig wollte man die Verleihungen des Orden Polonia Restituta, die allzu zahlreich wurden, begrenzen.
Das Verdienstkreuz hat drei Stufen:
1. Goldenes Kreuz („Złoty Krzyż Zasługi“), das ein rot emailliertes Tatzenkreuz ist. In den Winkeln des Kreuzes befinden sich goldene Strahlen. Das Mittenmedaillon zeigt in weißem Feld mit roter Umrahmung das Monogramm „RP“ (Republik Polen). Das Mittenmedaillon ist von einem goldenen Lorbeerkranz umgeben. Die Rückseite des Kreuzes ist glatt, ohne Emaille oder Inschriften (in den ersten zehn Jahren wurde auf dem Revers die Verleihungsnummer eingraviert). Das Kreuz hängt an einem Ring in der Form des goldenen Lorbeerkranzes und wird auf der linken Brust an einem dunkelroten (amaranthenen) Band mit beiderseitigem blauen Streifen getragen.
2. Silbernes Kreuz („Srebrny Krzyż Zasługi“) hat dasselbe Aussehen wie das Goldene Kreuz, nur sind alle Details in Silber statt Gold ausgeführt.
3. Bronzenes Kreuz („Brązowy Krzyż Zasługi“) hat dasselbe Aussehen wie die höheren zwei Stufen, ist aber unemailliert und hängt an einem schlichten Ring statt des Lorbeerkranzes.
Bis 1928 verlieh man etwa 500 Kreuze verschiedener Stufen jährlich, in diesem Jahre (dem zehnten Jahrestag der Unabhängigkeit) erhielten sie 5.500 Personen. Insgesamt verlieh man das Kreuz in den Jahren 1923–1939 an 14.320 Personen. Man durfte das Kreuz viermal empfangen. Es wurde auch an Körperschaften verliehen.
Am 7. März 1928 stiftete Staatspräsident Ignacy Mościcki eine Variante des Verdienstkreuzes, die vor allem an Militärs und Polizisten verliehen wurde: das einklassige „Verdienstkreuz für Tapferkeit“. Es war das Silberne Kreuz, dessen drei obere Arme die Inschrift „Za dzielność“ (Für Tapferkeit) trugen. Bis 1938 wurde dieses Ehrenzeichen an 377 Personen verliehen. 1992 wurde sie erneuert.
Am 19. Oktober 1942 stiftete die polnische Exilregierung in London das Verdienstkreuz mit Schwertern. Das Goldene Kreuz war für Offiziere vorgesehen, nur in Ausnahmefällen durfte es an Unteroffiziere und einfache Soldaten verliehen werden. Die drei Stufen und das allgemeine Aussehen des zivilen Verdienstkreuzes wurden beibehalten: Der Unterschied bestand darin, dass das neue Kreuz zwei gekreuzte Schwerter unter dem Lorbeerkranz der Aufhängung besaß.
Die Verleihungen der beiden Varianten – des gewöhnlichen Kreuzes und (selten) des mit Schwertern (an Kombattanten) – wurden in der Nachkriegszeit 1945–1990 von der Londoner Exilregierung fortgesetzt. Alle diese Verleihungen wurden 1990 von der 3. Polnischen Republik anerkannt.
Die mit Unterstützung der UdSSR eingesetzte Regierung Polens erneuerte das zivile Verdienstkreuz am 22. Dezember 1944. Das alte Aussehen wurde bis 1952 beibehalten. Im Jahre 1952 wurde der Staat in „Volksrepublik Polen“ umbenannt und ab 1960 enthielt das Verdienstkreuz das Monogramm „PRL“ (Polska Rzeczpospolita Ludowa, Volksrepublik Polen) im Mittenmedaillon.
Die 3. Polnische Republik nahm 1992 das Verdienstkreuz in der bis 1952 geltenden Form wieder auf.
| Bandschnallen | Bandschnallen  | Bandschnallen                 | Bandschnallen                 |
|               | Verdienstkreuz | Verdienstkreuz mit Schwertern | Verdienstkreuz für Tapferkeit |
| ------------- | -------------- | ----------------------------- | ----------------------------- |
| Goldenes      |                |                               | 1928 1992                     |
| Silbernes     |                |                               | 1928 1992                     |
| Bronzenes     |                |                               | 1928 1992                     |